# 2580 Smilevskia
2580 Smilevskia (1977 QP4) là một tiểu hành tinh vành đai chính được phát hiện ngày 18 tháng 8 năm 1977 bởi N. Chernykh ở Nauchnyj.